# E2F3
E2F3‏ (E2F transcription factor 3) هوَ بروتين يُشَفر بواسطة جين E2F3 في الإنسان.